# Storchendorf
Ein Storchendorf, nicht gleichzusetzen mit dem Begriff Europäisches Storchendorf, ist gemäß einer Definition des Naturschutzbund Deutschland (NABU) ein Ort mit fünf oder mehr besetzten Storchennestern, d. h. so genannten Horsten. In Thüringen gibt es beispielsweise auf Grundlage dieser Definition zwei Storchendörfer, Werraaue mit fünf und Berka mit sechs Brutpaaren. Ein bekannteres Storchdorf ist Bergenhusen; in der Ortschaft mit rund 750 Einwohnern brüten regelmäßig 20 Storchenpaare. Der Begriff ist nicht sehr trennscharf, denn viele Kommunen bestehen aus mehreren Ortschaften bzw. "Dörfern" und können sich so auch Störchendörfer nennen. Storchreiche Städte wie z. B. Münster mit seinen 45 Horstpaaren nennen sich, da selbst kein Dorf, sondern eine Großstadt, Stadt der Störche in NRW.